# Avery Brundage
Avery Brundage (AFI: /ˈeɪvri ˈbrʌndᵻdʒ/; Detroit, 28 settembre 1887 – Garmisch-Partenkirchen, 8 maggio 1975) è stato un dirigente sportivo, discobolo e multiplista statunitense.
Ha ricoperto la carica di Presidente del Comitato Olimpico Internazionale dal 1952 al 1972.

## Biografia
Brundage si laurea in ingegneria civile nel 1909 presso l'Università dell'Illinois. Pochi anni dopo, fonda la Avery Brundage Company, una società attiva nel campo edilizio a Chicago fino al 1947. Atleta versatile, partecipa ai Giochi olimpici di Stoccolma 1912, gareggiando nel pentathlon (arrivando sesto), nel decathlon (arrivando sedicesimo) e nel lancio del disco (concludendo ventiduesimo).
Nel 1914 conquista il suo primo titolo nazionale di atletica leggera (confermandosi altre due volte nel 1916 e nel 1918). Nel 1928, diventa presidente della Amateur Athletic Union e l'anno successivo del Comitato Olimpico degli Stati Uniti (USOC). Nel 1930 diventa vicepresidente della International Association of Athletics Federations (IAAF), la federazione internazionale di atletica leggera.

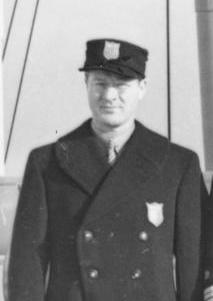
Avery Brundage nel 1936.

Da presidente dell'USOC, Brundage si rifiuta di boicottare i Giochi olimpici di Berlino 1936 (da cui furono esclusi quasi tutti gli ebrei tedeschi) e diventa membro del CIO, dopo l'espulsione dello statunitense Ernest Lee Jahnke (di tutt'altro avviso riguardo al boicottaggio delle Olimpiadi "naziste"). Proprio alle Olimpiadi di Berlino accade un evento strano: la mattina della gara dei staffetta 4x100, Marty Glickman e Sam Stoller, gli unici due atleti ebrei della nazionale statunitense, vengono all'ultimo momento sostituiti da Jesse Owens e Ralph Metcalfe. Glickman rivelerà in seguito che molto probabilmente la sostituzione era stata "caldeggiata" da Brundage stesso.
In seguito, Brundage partecipa ad una manifestazione a New York dove elogia il regime nazista di Adolf Hitler. Nel 1941, viene espulso dall'American First Committee (un comitato pacifista ed isolazionista statunitense) per le sue inclinazioni filo-naziste. Dopo la morte del presidente del CIO Henri de Baillet-Latour, avvenuta durante la seconda guerra mondiale, Brundage assume la carica di vicepresidente del CIO nel 1945. Nel 1952, il Presidente Sigfrid Edström si ritira e Brundage viene eletto suo successore.
Come presidente del CIO, Brundage si oppone fermamente alla partecipazione di atleti professionisti ai Giochi olimpici (posizione che negli anni ottanta verrà gradualmente abbandonata). Questa linea di condotta ha portato a non pochi incidenti, come l'esclusione dello sciatore austriaco Karl Schranz dai Giochi olimpici invernali di Sapporo 1972 perché aveva ricevulto soldi da alcuni sponsor. Altre vittime di Brundage sono stati gli atleti afroamericani Tommie Smith e John Carlos, famosi per aver alzato il pugno sul podio dei Giochi olimpici di Città del Messico 1968 per solidarietà ai movimenti Black Power, allora in azione negli Stati Uniti. Smith e Carlos sono stati per questo immediatamente espulsi dal villaggio olimpico e sospesi.
L'episodio più controverso della "presidenza Brundage" è però la decisione di continuare i Giochi olimpici di Monaco di Baviera 1972, nonostante il massacro di Monaco, la strage degli undici atleti israeliani compiuta da parte di terroristi palestinesi appartenenti a Settembre Nero. Molti hanno criticato la scelta, nonostante pochissimi atleti abbiano poi abbandonato il villaggio olimpico. I Giochi vengono sospesi per tutta la giornata del 5 settembre, mentre il giorno dopo si svolge una cerimonia di commemorazione delle vittime allo Stadio Olimpico. Incredibilmente però, Brundage riesce a non fare alcun riferimento alla triste sorte degli 11 atleti nel suo discorso, tutto incentrato sull'esaltazione della forza del movimento olimpico.
Il presidente del CIO si era invece opposto all'esclusione della Rhodesia (oggi Zimbabwe) dai Giochi olimpici a causa della sua politica di apartheid. Successivamente ai fatti di Monaco di Baviera, Brundage metterà sullo stesso piano il massacro degli atleti israeliani e l'esclusione della Rhodesia, considerandoli "crimini di uguale gravità". Le critiche ricevute dopo i fatti di Monaco lo costrinsero alle dimissioni. Dopo aver lasciato la presidenza del CIO (ancora oggi, si tratta dell'unico statunitense eletto alla carica di presidente, e il suo successore, Lord Killanin, era stato eletto poco prima dell'inizio della XX Olimpiade) coltiva l'altra passione della sua vita: collezionare oggetti d'arte asiatici. L'8 maggio 1975, muore a Garmisch-Partenkirchen, all'epoca in Germania Ovest. Attraverso il suo testamento, Brundage ha disposto che la sua collezione d'arte venisse donata all'Asian Art Museum di San Francisco. Oggi riposa nel cimitero di Rosehill, a Chicago, in Illinois.

## Palmarès

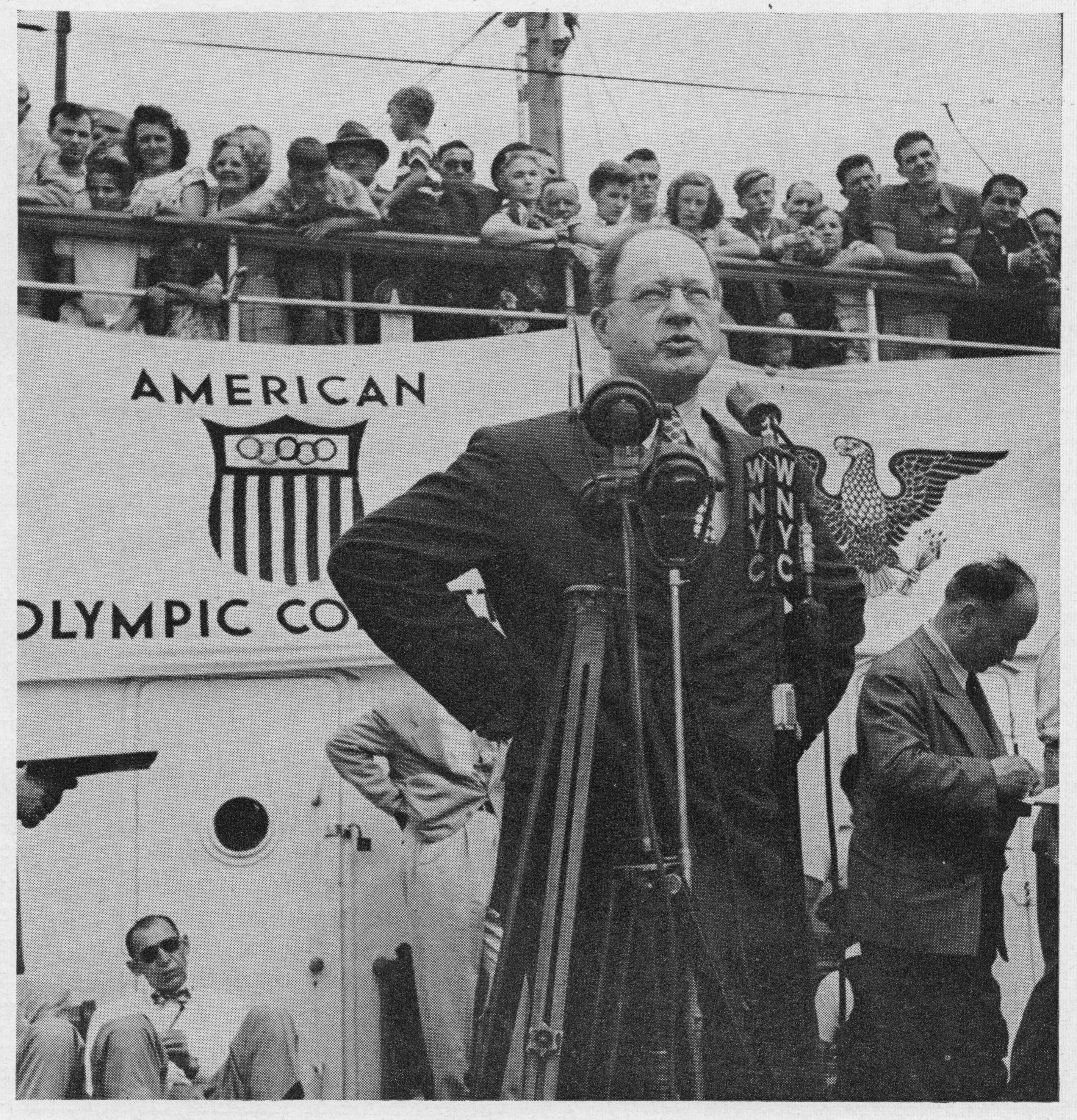
Avery Brundage parla ai media durante i Giochi olimpici di.

| Anno | Manifestazione  | Sede      | Evento           | Risultato | Prestazione  | Note |
| ---- | --------------- | --------- | ---------------- | --------- | ------------ | ---- |
| 1912 | Giochi olimpici | Stoccolma | Lancio del disco | 22º       | 37,85 m      |      |
| 1912 | Giochi olimpici | Stoccolma | Pentathlon       | 6º        | 31 p.        |      |
| 1912 | Giochi olimpici | Stoccolma | Decathlon        | 16º       | 5 580,900 p. |      |